# Ben Alnwick
Benjamin Robert „Ben” Alnwick (ur. 1 stycznia 1987 w Prudhoe) – angielski piłkarz który występował na pozycji bramkarza.

## Kariera
Alnwick karierę rozpoczął w 2004 roku w Sunderlandzie. Barwy tego klubu reprezentował przez następne 3 sezony. W 2007 przeniósł się do Tottenhamu. Zawodnik nie potrafił wywalczyć sobie miejsca w podstawowym składzie, dlatego był wypożyczany do Luton Town, Leicesteru City, Carlisle United, Norwich City, Leeds United, Doncaster Rovers oraz do Leyton Orient.
5 lipca 2012 podpisał dwuletni kontrakt z Barnsley.
We wrześniu 2013 podpisał roczny kontrakt z Charlton Athletic.
W lipcu 2014 Alnwick podpisał umowę na trzy lata z Peterborough United. W sierpniu 2016 klub umieścił go na liście transferowej na wniosek zawodnika, motywowany powodami osobistymi.
W tym samym miesiącu dołączył do Bolton Wanderes na zasadzie wolnego transferu. W grudniu 2019 klub rozwiązał z nim kontrakt i od tego czasu zawodnik pozostaje bez klubu.
W reprezentacji Anglii U-21 Alnwick zadebiutował 15 sierpnia 2006 roku w meczu przeciwko reprezentacji Mołdawii U21, w której rozegrał jedno spotkanie.